# Kepler-453b
Kepler-453b é um exoplaneta gigante gasoso circumbinário situado na zona habitável do sistema estelar Kepler-453, localizado na Constelação de Lyra, estando a aproximadamente 1.400 anos-luz de distância da Terra. O exoplaneta Kepler-453b, orbita suas estrelas em 240,5 dias, enquanto elas orbitam uma em relação a outra a cada 27,3 dias.
A estrela maior, a Kepler-453A, é similar ao nosso Sol, contendo 94% de sua massa, enquanto que a estrela menor, a Kepler-453B, possui cerca de 20% da sua massa, sendo mais fria e mais tênue.
Devido ao seu tamanho e a sua natureza gasosa, o planeta pouco provavelmente deve abrigar vida como nós a conhecemos, contudo, ele pode, como os gigantes gasosos do Sistema Solar, possuir grandes luas, e essas luas poderiam ser habitáveis. Sua órbita se manterá estável por 10 milhões de anos, aumentando a possibilidade de a vida formar-se em suas luas.

## Descoberta
Kepler-453 b foi descoberto em 2015 pelo método de trânsito astronômico por William F. Welsh e sua equipe, utilizando o telescópio espacial Kepler.

## Características
Também conhecido como KIC 9632895b, o Kepler-453b tem um raio de 6,2 vezes maior que o da Terra. Sua massa ainda não foi medida, mas provavelmente deve conter cerca de 16 vezes a massa do nosso planeta, tendo um tamanho similar a Netuno. Estima-se que este sistema possua cerca de 1 a 2 bilhões de anos de idade, sendo bem mais jovem que o nosso Sistema Solar.